# Manka Kremenšek Križman
Manka Kremenšek Križman, slovenska novinarka, prevajalka in pisateljica, * 19. september 1964, Ljubljana.

## Življenjepis
Diplomirala je iz mednarodne politologije in se po končanem študiju zaposlila v Beogradu. Po razpadu Jugoslavije se je vrnila v Slovenijo in se nekaj let ukvarjala z novinarstvom, nato pa se je v celoti posvetila prevajalskemu delu in pisateljevanju.